# Pycnodonte
Pycnodonte is een geslacht van tweekleppigen uit de familie van de Gryphaeidae.

## Soorten
- Pycnodonte mackayi (Suter, 1917) †
- Pycnodonte radiata Fischer von Waldheim, 1835 †
- Pycnodonte subdentata (Hutton, 1873) †
- Pycnodonte taniguchii Hayami & Kase, 1992
- Pycnodonte tarda (Hutton, 1873) †